# スノー・アレグラ
スノー・シェリー・ノーロジ（Snoh Sheri Nowrozi 1987年9月13日 - ）は、ロサンゼルスを拠点として活動するスウェーデン人のシンガーソングライター。 芸名はスノー・アレグラ([ˈsnoʊˈæliɡrɑː])で、2017年にリリースした'Feels'でデビューした。その後、2019年には'Ugh, Those Feels Again'をリリースしている。

## 幼少期
ノーロジは、1987年9月13日に、スウェーデンのウプサラで、南イラン出身のペルシア人の両親から生まれた。スウェーデンのエンシェーピングで育った。

## キャリア

### 2001年-2013年:Sheriとしてキャリアを始める
2001年、14歳の時にソニー・ミュージックスウェーデンと契約。ただ、この契約を通じては音楽はリリースされず。 アレグラは、「ソニー・スウェーデンではうまくいきませんでしたが、若い頃に業界に触れられる機会があったことをうれしく思う。」と述べた。

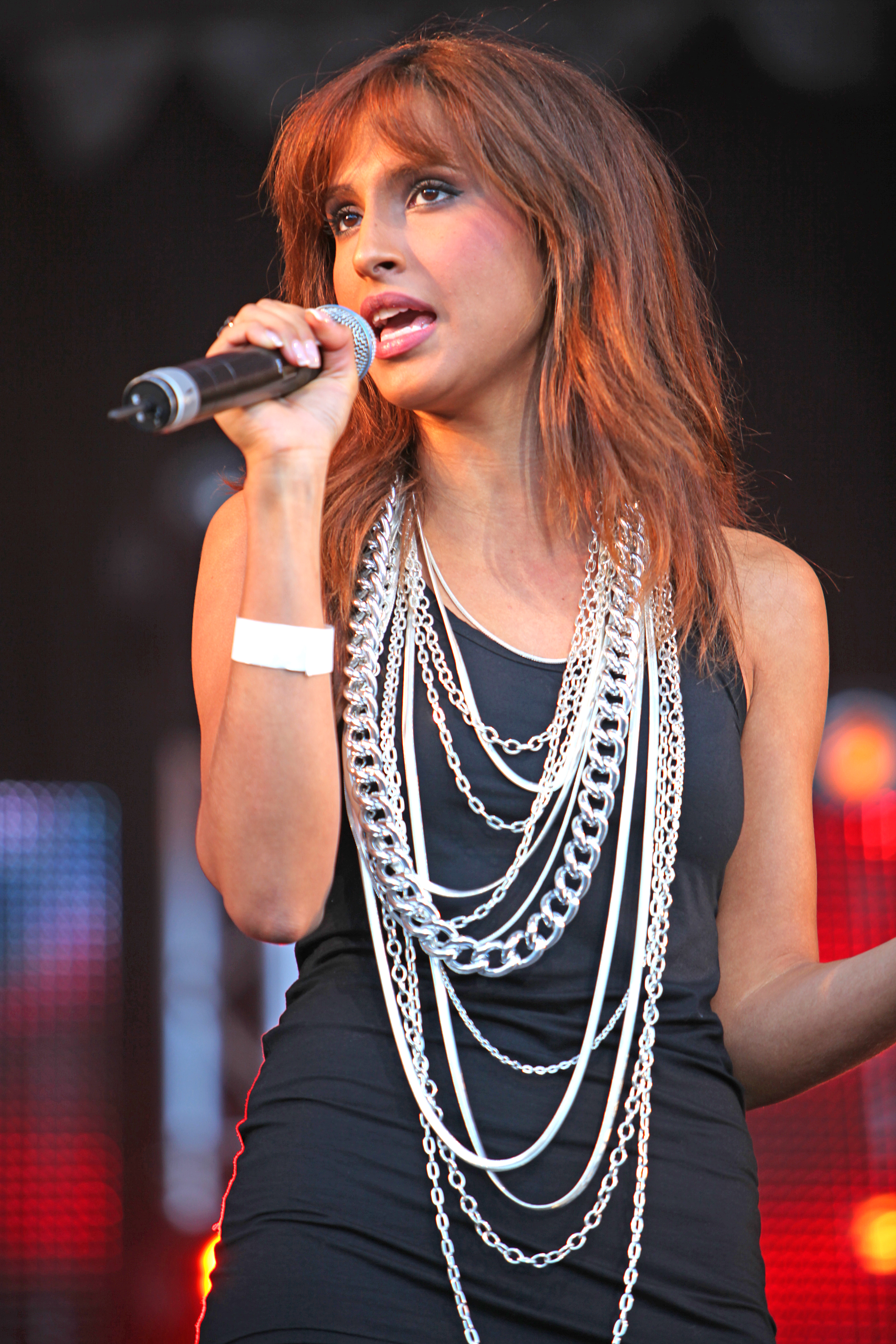
アレグラ ストックホルム・プライド 2009年

その後、2009年にMamia Musicのデビューアルバムの制作をユニバーサル・ミュージック・スウェーデンで始め、Andreas Carlsson制作で2009年2月16日にデビューシングル「Hit And Run」をリリース。Sheriとして音楽のキャリアを開始させた(スウェーデンのシングルチャート12位)。
2009年12月4日にはセカンドシングル「U Got Me Good」をリリース。この曲はシングルチャートで2位になる。
翌月2010年1月1日、最初のスタジオアルバム「First Sign」をリリース。アルバム中にはシャーデーによる1984年の歌「Smooth Operator」のカバーも収録、彼女の上記の2つのシングル曲も含まれた。

### 2014年–現在　スノー・アレグラ "Feel"でデビュー
2014年7月、アレグラはSnoh Aalegraという新しい名前で再デビュー、コモンの10番目のスタジオアルバム、Nobody's Smilingに登場。
彼女は2014年11月17日にエピック・レコードを通してEPデビュー、「There Will Be Sunshine」をリリース。
EPにはCommonをフィーチャーした "Bad Things"とCocaine 80をフィーチャーした "Stockholm、Pt。II（Outro）"が含まれている。
2015年2月11日に、アレグラはRZAによるプロダクションで、スノー・アレグラとして彼女の最初のシングル、 "Emotional"をリリース。
2015年6月にはVince Staples 'Summertime '06に出演、 "Jump Off the Road"のヴォーカルで参加。
2017年に、Aalegraは彼女のデビューアルバム、Feelsを、Vince Staples、Vic Mensa、そしてTimbuktuからフィーチャーしてリリース。彼女のアルバム「Time」はドレイクのMore Lifeの曲「Do Not Disturb」でサンプリングされ"、 と、2018年9月12日に彼女の曲「Vince Staples」を収録した彼女の曲「Nothing Burns Like the Cold」はiPhone XSに使われた。

## 私生活
アレグラは、一時的にストックホルムからロンドンに移り、その後2012年以来、カリフォルニア州ロサンゼルスに在住。
アレグラは、ペルシャ語、 スウェーデン語 、 英語を話す。

## 芸術性
アレグラは、ジェイムス・ブラウン、マイケル・ジャクソン、ホイットニー・ヒューストンおよびプリンスを音楽の影響として挙げる。

## ディスコグラフィー

### Sheriとして

#### スタジオアルバム
| タイトル   | アルバム詳細 |
| ---------- | --- |
| First Sign | - リリース:2010年1月1日 - ラベル:Mamia、 ユニバーサルミュージックスウェーデン - フォーマット: CDは、 デジタルダウンロード |

#### シングル
| タイトル                                                                | 年     | チャート | アルバム   |
| タイトル                                                                | 年     | SWE      | アルバム   |
| ----------------------------------------------------------------------- | ------ | -------- | ---------- |
| "Hit And Run"                                                           | 2009年 | 12       | First Sign |
| "Sign"                                                                  | 2009年 | —        | First Sign |
| "U Got Me Good"                                                         | 2009年 | 2        | First Sign |
| "Smooth Operator"                                                       | 2009年 | —        | First Sign |
| "—"は記録がないを表す。チャートまたはその期間でリリースされてなかった。 |        |          |            |

### スノー・アレグラとして

#### スタジオアルバム
| タイトル | アルバム詳細                                                                                                |
| -------- | --- |
| Feel     | - リリース：2017年10月20日 - ラベル: アルティアムでは、 Def Jam - フォーマット: CDは、 デジタルダウンロード |

#### EPs
| タイトル               | アルバム詳細                                                                                                  |
| ---------------------- | --- |
| There Will Be Sunshine | - リリース：2014年11月17日 - ラベル: Epicは、 ソニー-ミュージック - フォーマット: CDは、 デジタルダウンロード |
| Don't Explain          | - リリース：2016年4月8日 - ラベル: アルティアムでは、 Def Jam - フォーマット: CDは、 デジタルダウンロード     |

#### シングル
| タイトル                                            | 年       | アルバム         |
| --------------------------------------------------- | -------- | ---------------- |
| "Emothional"                                        | 2015     | Non-album single |
| "Feel"                                              | 2017年度 | 感じ             |
| "Nothing Burns Like the Cold" （ Vinceステープルズ) | 2017年度 | 感じ             |
| "Time"                                              | 2017年度 | 感じ             |
| "Fool For You"                                      | 2017年度 | 感じ             |
| "Home(Remix)" （ ロジック)                          | 2017年度 | Non-album single |
| "Out Of Your Way" (featuring Luke James)            | 2018年   | Non-album single |

## ツアー
ヘッドライング
- フィール・ツアー（2018年）

サポーティング
- TIDAL X Brooklyn（2018年）[19]